# Pasighat
Pasighat (Hindi पासीघाट Pāsīghāṭ, chinesisch 巴昔卡, Pinyin Bāxíkǎ) ist ein Ort im indischen Bundesstaat Arunachal Pradesh. Er hatte beim Zensus 2011 knapp 25.000 Einwohner und ist Verwaltungssitz des Distrikts East Siang.
Die Fachschule College of Horticulture and Forestry, die sich an der Central Agricultural University in Imphal angliedert, wurde 2001 in Pasighat gegründet. Durch den National Highway 52 (NH 52) ist Pasighat erreichbar von Assam. Der Flughafen Pasighat bietet nationale Flugverbindungen.
Der Fluss Yarlung Tsangpo erreicht Pasinghat 220 km nachdem er indisches Territorium erreicht hat. In der Nähe von Pasighat trifft der Yarlung Tsangpo auf zwei große Nebenflüsse, Dibang und Lohit, danach wird der Fluss Brahmaputra genannt.
Auch die Volksrepublik China beansprucht die Souveränität über Pasighat, wie auch über einen großen Teil von Arunachal Pradesh. Das umstrittene Gebiet ist auf Chinesisch auch als Zàngnán (藏南, „Südliches Tibet“) bekannt. Nach der Verwaltungsgliederung Chinas gehört Pasighat zum Kreis Mêdog des Autonomen Gebiets Tibet.